# Ричардсон, Тони
Се́сил Анто́нио «То́ни» Ри́чардсон (англ. Cecil Antonio «Tony» Richardson; 5 июня 1928 — 14 ноября 1991) — британский кинорежиссёр, сценарист и продюсер. Лауреат премии «Оскар».

## Биография
Тони Ричардсон родился 5 июня 1928 года в городе Шипли, графство Йоркшир. Окончил Оксфордский университет. Начал карьеру как телепродюсер и театральный режиссёр. Во второй половине 1950-х годов стал одним из основателей движения «Свободное кино».
В 1958 году вместе с драматургом Джоном Осборном основал кинокомпанию Woodfall Film Productions. В том же году вышла экранизация пьесы Осборна «Оглянись во гневе», в которой играл Ричард Бартон.
В 1964 году получил премию «Оскар» за фильм «Том Джонс», экранизацию романа Генри Филдинга. Картина получила четыре премии «Оскар» (лучший фильм, лучшая режиссура, лучший сценарий, лучшая музыка). После этого режиссёр был приглашён на работу в США. Один из известных его фильмов американского периода — экранизация произведения Джона Ирвинга «Отель Нью-Хэмпшир».
В 1962—1967 годах был женат на актрисе Ванессе Редгрейв. Обе дочери от этого брака — Наташа Ричардсон и Джоэли Ричардсон стали актрисами. В 1966 году финансировал побег из Великобритании советского шпиона Джорджа Блейка.
Ричардсон был бисексуалом, но публично не признавал этого, пока не заразился ВИЧ. Он скончался от осложнений, вызванных СПИДом, в 1991 году.

## Фильмография
- 1955 — Отелло / Othello
- 1955 — Мамочка не позволяет / Momma Don’t Allow
- 1956 — Игрок / The Gambler
- 1959 — Оглянись во гневе / Look Back in Anger
- 1960 — Объект скандала и беспокойства / A Subject of Scandal and Concern
- 1960 — Комедиант / The Entertainer
- 1961 — Убежище / Sanctuary
- 1961 — Вкус мёда / A Taste of Honey
- 1962 — Одиночество бегуна на длинные дистанции / Loneliness Of The Long Distance Runner
- 1963 — Том Джонс / Tom Jones
- 1965 — Незабвенная / The Loved One
- 1966 — Мадемуазель / Mademoiselle
- 1967 — Моряк с Гибралтара / Le Marin de Gibraltar
- 1968 — Атака лёгкой кавалерии / The Charge of the Light Brigade
- 1969 — Смех во тьме / Laughter in the Dark
- 1969 — Гамлет / Hamlet
- 1970 — Нижинский / Nijinsky
- 1970 — Нед Келли / Ned Kelly
- 1973 — Неустойчивое равновесие / A Delicate Balance
- 1974 — Фаворит / Dead Cert
- 1977 — Джозеф Эндрюс / Joseph Andrews
- 1978 — Смерть в Канаане / A Death in Canaan
- 1982 — Граница / The Border
- 1984 — Отель Нью-Хэмпшир / The Hotel New Hampshire
- 1986 — Фаза наказания / The Penalty Phase
- 1988 — Тень на солнце / Beryl Markham: A Shadow on the Sun
- 1990 — Призрак в опере / The Phantom Of The Opera
- 1994 — Голубое небо / Blue Sky